# Bogdan Amrogowicz
Bogdan Amrogowicz (ur. 27 lipca 1877 w Bągarciku w powiecie sztumskim, zm. 12 listopada 1951 w Sopocie) – polski ziemianin, właściciel Rzeszynka w powiecie strzelneńskim, działacz społeczno-gospodarczy i samorządowy, doktor nauk społecznych, uczestnik powstania wielkopolskiego, delegat na Polski Sejm Dzielnicowy w Poznaniu.

## Życiorys

### Rodzina
Był synem Ferdynanda Amrogowicza i Anny z Grossmannów. Przyszedł na świat w miejscowości Bągarcik (dziś Bągart). Miał troje rodzeństwa. Rodzice i siostry (oprócz Izabeli) zamieszkali w Warszawie i spoczywają na Cmentarzu Powązkowskim. Rodzina Amrogowiczów wywodziła się prawdopodobnie z Tatarów.
4 stycznia 1906 w Konojadzie Bogdan ożenił się z młodszą o 6 lat Izabelą Kościelską, córką Adama, właściciela majątku w Sępnie (435 ha) w powiecie kościańskim, i Zofii Marii z Nieżychowskich. 3 września 1906 w Rzeszynku przeszedł na świat syn Bogdana i Izabeli, Stefan Bogdan.

### Wykształcenie
Pierwsze nauki Bogdan pobierał w rodzinnym domu u prywatnego nauczyciela. Następnie uczył się w Królewskim Gimnazjum w Inowrocławiu. Po maturze studiował agronomię: w 1900 na Wydziale Filozoficznym Uniwersytetu Jagiellońskiego w Krakowie, a potem na Wydziale Nauk Społecznych Uniwersytetu Ludwika i Maksymiliana w Monachium. W 1903 ukończył studia z tytułem doktora nauk społecznych.
W 1903 w Berlinie, na podstawie pracy doktorskiej, wydał książkę Die Zuckerindustrie in der Provinz Posen (Przemysł cukrowniczy w Prowincji Poznańskiej).

### Majątek
W 1903 przejął rodowy majątek Rzeszynek nad jeziorem Gopło, którym dysponował do 1939. W latach 1903–1904 na miejscu barokowego modrzewionego dworu z II połowy XVIII w. wystawił murowany piętrowy dwór w stylu willi włoskiej, o eklektycznym wyglądzie, z przewagą cech klasycystycznych. Budowniczym był Maksymilian Wilczewski z Wronek. W 1926 majątek liczył 984 ha. Amrogowicz hodował m.in. konie, które przekazywano wojsku.

### Działalność społeczno-gospodarcza
Bogdan działał w komitecie powiatowym Towarzystwa Pomocy Naukowej im. Karola Marcinkowskiego. Był prezesem powiatowego komitetu Towarzystwa Czytelni Ludowych w Strzelnie, członkiem i delegatem towarzystwa z powiatu strzeleńskiego. Był członkiem Centralnego Towarzystwa Gospodarczego w Wielkiem Księstwie Poznańskiem oraz Towarzystwa Rolniczego Inowrocławsko-Strzelińskiego. W ramach tego ostatniego prowadził wykłady z zakresu ekonomii rolnej i nowoczesnego rolnictwa. Propagował uprawę buraka cukrowego i rozwój cukrownictwa. Od 1908 był członkiem Towarzystwa Przyjaciół Nauk w Poznaniu. W ramach wydziału prawno-ekonomicznego towarzystwa głosił wykłady o przemyśle cukrowniczym. Działania te podejmował zarówno przed I wojną światową, jak i w okresie międzywojennym.
W latach 1911–1912 był członkiem polskiego komitetu wyborczego na powiat strzeleński oraz wiceprezesem Rady Nadzorczej Poznańskiego Banku Ziemian Spółki Akcyjnej w Poznaniu.
Działał w sekcji ekonomii społecznej, polityki gospodarczej, przemysłu rolnego, handlu, kredytu, dochodowości Wielkopolskiej Izby Rolniczej. W 1924 został wybrany na członka zarządu izby. Współorganizował wystawy, np. Wystawę Rolniczo-Przemysłową w Poznaniu w 1923. Był członkiem grupy 7, która zajmowała się przemysłem rolnym.
W 1914 i 1916 udostępniał majątek na wakacje dla dzieci z Poznania. Współpracował w tym obszarze z Towarzystwem Kolonii Wakacyjnych i Stacyi Sanitarnych „Stella” w Poznaniu.
Był pomysłodawcą i inicjatorem przemysłu zapałczanego w Wielkopolsce, jednym z członków komitetu organizacyjnego Fabryki Zapałek „Iskra”, którą zlokalizowano przy ul. Komandorii 5 w Poznaniu w 1919. Szybko zrezygnował z przedsięwzięcia i zaplanował własną fabrykę. Nie miał jednak wystarczających funduszy na jej otwarcie. Zaproponował utworzenie spółki akcyjnej i emisję akcji. Pierwsze zebranie akcjonariuszy spółki „Fabryka Zapałek Poznań” odbyło się 12 lutego 1920 w domu pomysłodawcy w Poznaniu przy ul. Matejki 44.
W okresie międzywojennym był prezesem Kółka Rolniczego w Kościeszkach oraz członkiem zarządu powiatowego Związku Obrony Kresów Zachodnich w Strzelnie. Należał do Wielkopolskiego Związku Ziemian w Mogilnie.
W latach 1928–1939 był prezesem Rady Nadzorczej Poznańskiego Banku Ziemian Spółki Akcyjnej w Poznaniu. Był przewodniczącym komisji wyborczych w obwodzie Rzeszyn w wyborach do Sejmu i Senatu RP. Finansował działalność Powiatowego Komitetu Przysposobienia Wojskowego i Wychowania Fizycznego w Strzelnie. W 1938 był członkiem Rady Nadzorczej Cukrowni „Kruszwica”.

### Działalność patriotyczno-polityczna
W 1910 był jednym z sygnatariuszy odezwy do Polaków w Wielkim Księstwie Poznańskim, by jednoczyli się w pracy organicznej. Przeciwstawiał się władzom pruskim, które wywłaszczały polskie majątki ziemskie. W 1912 jako członek rady nadzorczej Związku Ziemian w Poznaniu podpisał odezwę w tej sprawie. W 1917 był członkiem Komitetu Jubileuszowego setnej rocznicy śmierci Tadeusza Kościuszki w Poznaniu.
W czasie I wojny światowej wsparł finansowo Komitet Niesienia Pomocy w Królestwie Polskim.
W dniu 6 listopada 1918 podczas wiecu wyborczego w Strzelnie został wybrany delegatem na Polski Sejm Dzielnicowy. Reprezentował powiat strzeleński.
Uczestniczył w powstaniu wielkopolskim na terenie powiatu strzelińskiego. Dostarczał żywność i finansował działalność zbrojną. Walczył w szeregach Batalionu Nadgoplańskiego. Później należał do Koła Towarzystwa Powstańców i Wojaków w Strzelnie. W 1936 był delegatem Związku Ochotników 26 Pułku Ułanów Wielkopolskich i mówcą na uroczystości szesnastolecia pułku w Baranowiczach.
Należał do Chrześcijańsko-Narodowego Stronnictwa Rolniczego. Był członkiem Sejmiku Powiatowego w Strzelnie i reprezentował Powiat Strzeleński w Poznańskim Sejmiku Wojewódzkim. Przewodniczył Komisji Budowlano-Drogowej sejmiku. Był członkiem Komitetu Obywatelskiego Pożyczki Narodowej na Powiat Mogileński.

### Działalność publicystyczna
Publikował w „Ziemianinie”. W 1909 opublikował artykuł O nowych paszach kupnych, a w 1919 O stadninach rządowych w Gnieźnie i Sierakowie. Do „Jeźdźca i Hodowcy” pisał relacje z zawodów hippicznych.

### Życie prywatne
Hobbistycznie spędzał czas w górach. W 1900 przebywał na letnisku w Zakopanem. W 1903 zapisał się do Polskiego Towarzystwa Tatrzańskiego. Jako myśliwy należał do Zarządu Powiatowego Polskiego Związku Łowieckiego w Mogilnie. Uprawiał jeździectwo, uczestniczył w zawodach konnych.

### II wojna światowa i powojnie
W czasie II wojny światowej Bogdan przebywał w okolicach Brześcia Kujawskiego. Majątek Rzeszynek przejęło Powiernictwo III Rzeszy. W ramach reformy rolnej majątek został rozparcelowany. W dworze zorganizowano szkołę podstawową (dziś filia Publicznej Szkoły Podstawowej w Jeziorach Wielkich).
Po 1945 pracował w przemyśle cukrowniczym we Wrzeszczu.

## Odznaczenia
7 sierpnia 1927 z okazji pięciolecia Koła Towarzystwa Powstańców i Wojaków w Strzelnie został udekorowany Odznaką Pamiątkową Wojsk Wielkopolskich.

## Upamiętnienie
W roku szkolnym 2015/2016 był jednym z bohaterów Regionalnego Konkursu Historycznego dla uczniów szkół podstawowych Wybitne postaci ziemi strzelneńskiej organizowanego przez Szkołę Podstawową im. A.A. Michelsona w Strzelnie we współpracy z Kołem Polskiego Towarzystwa Historycznego w Strzelnie.